# Стоимен Сарафов
Стоимен Сарафов е български политик, общественик, стопански деец, строителен инженер.
Роден е в Кюстендил на 15 август 1865 г. Остава кръгъл сирак, едва навършил 9-годишна възраст. За него се грижат съседи и роднини. След като завършва основно образование в родния си град, близки от Лом го поемат и настаняват в сиропиталище. През 1885 г. завършва гимназия в дунавския град. Още млад прави впечатление с изключителните си математически способности и преподавателите го ползват като помощник. Именно учителите му събират средства и го изпращат в Гент, Белгия.
По-късно успяват да му издействат и малка помощ от Министерството на просвещението. В Белгия Стоимен Сарафов се записва в популярния Политехнически университет. Още оттогава мълчаливият и упорит, но горд българин се оформя като талантлив технократ. Това обаче не му пречи да познава детайлно западно-европейската литература, да изучава философските теории и да цитира цели пасажи от прочетеното. През 1889 г. му предлагат преподавателско място в университета, но той отказва. Сарафов има голяма цел – „да даде своя принос за развитието на България в икономическо и техническо отношение, за да стане и тя процъфтяваща страна като Белгия“.
Поема към осъществяването на мечтата си, като се завръща в родния си град. Веднага е назначен за окръжен инженер и завеждащ техническата служба на съседния Трънски окръг. Осъществява десетки проекти за модернизирането на пътищата в района. На 25-годишна възраст поема председателството на читалището в Кюстендил и се заема с преустройството на стар турски хан в културен център. От 1892 г. е помощник-инженер по построяването на железопътната линия София – Перник. При откриването на обекта работниците го носят на ръце, а той раздава хонорарите си на бедните. От 1897 г. е секционен инженер по строителството на линията София – Варна. 2 години отделя за проектиране на нови железопътни линии и изграждането на цялостна железопътна мрежа, свързваща всички райони на страната.
От 1903 г. е главен директор на експлоатацията на железниците и пристанищата. 5 години по-късно поема ръководството на предприятието за построяване на железопътните линии Мездра-Видин и Ямбол-Елхово. Неговото управление е наречено „златните години“ за българските железници и пристанища – Варна и Бургас се сдобиват с морски пристан, тези в Лом, Свищов и Русе са
обновени, над 600 километра са новопостроените железопътни линии.
Обръща голямо значение на модернизацията. До неговото управление от София до Варна с влак се стигало за 24 часа. Сарафов успява да ускори движението и вече спирали 14 часа. Находчивият управител създава и обвързани разписания, за да могат селищата да имат връзка с основните железопътни линии и с тези на всички съседни страни. По железопътни линии и по вода България се свързва с мрежите на другите европейски държави и Близкия изток.
Инж. Сарафов е секретар на Комитета за построяването на паметника „Цар Освободител“ срещу Народното събрание, член е на Комитета за изграждане на храм-паметника „Св. Александър Невски“.
Начело е на делегацията, посетила руския император Николай II, и лично му връчва копие на храма. В замяна императорът го удостоява с ордените „Св. Станислав“ и „Св. Ана“.
През 1893 г. в София се учредява Българско инженерно-архитектурно дружество. Сред неговите основатели е и инж. Сарафов, който е избран за подпредседател. Преизбиран 3 пъти, той остава на поста 15 години. Пред себе си е поставил 2 генерални задачи: 1. да утвърди инженерната общност като фактор при решаването на важни технически и икономически задачи и при създаването на законодателна и нормативна уредба в страната; 2. създаване на материална база на организацията и изграждането на съюзен дом.
През 1906 г. се свиква първият инженерно-архитектски събор, на който Сарафов изнася основополагащ доклад: „Строителната политика на страната“. БИАД започва да налага своето експертно мнение и дори да оспорва решения на правителството с технически характер. След такъв спор министърът на благоустройството отива на крака в централата на БИАД и се извинява на младите инженери, уверил се в тяхната правота.
Стоимен Сарафов се заема със създаването на тесни връзки със сродни организации в съседни и други европейски страни. При негово посещение в Румъния е посрещнат от краля, а в негова чест ветерани от Руско-турската война провеждат тържествен парад.
Първоначално за нуждите на БИАД е купена сграда с прилежащия ѝ терен. Но Сарафов отделя много собствени средства и е гарант за банков заем, за да може да се проектира и изгради нов, модерен съюзен дом на улица „Раковски“. №108, в който и до днес се помещават наследникът на БИАД – Федерацията на научно-техническите съюзи.
По време на войните Стоимен Сарафов е доброволец и ръководи дружина, която възстановява мостове и железопътни линии, прокарва и нови трасета до Солун, Одрин, Димотика и др. Участва в преговори с други страни за постигането на общи технически споразумения.
С края на войните България се изправя пред огромни трудности от икономически, технически и социален характер. Жертвите са огромни, задълженията към победителите – също. Но не по-малък е проблемът с бежанците, отправили се към новите граници на следвоенна България. Над 220 000 души от Тракия, Македония, Западните покрайнини, Добруджа, Мала Азия, търсят не само убежище, но и трайно заселване.
Правителството създава Главна дирекция за настаняване на бежанците, а за главен директор през 1926 г. е назначен Стоимен Сарафов. Той остава на тази длъжност до края на живота си. За кратко време под ръководството на Стоимен Сарафов е взет бежански заем, построени са 10 000 къщи, пресушават се стотици декари блата и мочурища, изкореняват се десетки декари и горски площи, раздават се безвъзмездно милиони килограми семена, десетки хиляди глави едър добитък и инвентар за обработка на земята. Средно на всяко семейство се осигуряват поне 30 декара обработваема земя.
По инициатива на Сарафов, дори с негови средства, се отварят трапезарии в София и в други по-големи градове за ученици сираци. Синът му става организатор на софийската трапезария, а съпругата му е активен член на Българския Червен кръст и се посвещава на борбата със заразите и тяхното разпространение. По-късно заедно с Екатерина Каравелова освещават Женското дружество.
Днешното селище Сарафово, вече квартал на Бургас, е създадено и населено с бежанци след Първата световна война в местност, наречена Соката. За няколко години то сменя няколко имена, докато накрая жителите му сами решават в знак на признателност да го нарекат Сарафово. Развълнуваният Сарафов за благодарност изгражда водопроводна и канализационна мрежа в селото, участва в строителството на училище, отпуска стипендии на даровити деца, кръщава и кумува на десетки.
През 1908 г. Сарафов се кандидатира за листата на Демократическата партия за народен представител от Кюстендилски окръг. Печели мажоритарен вот. Но в Народното събрание не спазва партийната дисциплина и не се притеснява да се държи, когато има различно мнение, като опозиционер спрямо управляващите демократи. И те му устройват касиране на избора. „Гоните ме през прозореца, но ще се върна през вратата“ – заявява Сарафов. Веднага участва в новите избори и ги печели още по-убедително.
Инж. Стоимен Сарафов умира след кратко, но тежко боледуване през август 1931 г. Стотици венци съпровождат многохилядната траурна процесия. Тя спира своя път, за да се отдаде почит на заслужилия българин, пред Съюзния дом, Дирекцията за настаняване на бежанците, Управлението на железниците.
На железопътния мост при софийската Сточна гара 2 локомотива с пронизителен сигнал се присъединяват към тъгата на стотиците бежанци, дошли от всички краища на България да изпратят човека, подал им ръка в преодоляване на житейските трудности.

## Памет
На инженер Стоимен Сарафов е наречена улица в квартал „Малинова долина“ в София (Карта).